# وهم انگیز
وهم انگیز یا اری (به انگلیسی: Eerie) یک فیلم ترسناک، معمایی ودلهره‌آور محصول سال ۲۰۱۹ سینمای فیلیپین به نویسندگی و کارگردانی میخائیل رد با بازی بی آلونزو و چارو سانتوس-کونسیو است.
این فیلم توسط کمپانی استار سینما با مشارکت مدیا ۱۰۸ در سنگاپور تهیه شد. این اولین بار در سنگاپور به عنوان اولین نمایش در طول جشنواره بین‌المللی فیلم سنگاپور منتشر شد. این فیلم در ۲۷ مارس ۲۰۱۹ در فیلیپین اکران سینمایی شد.

## داستان
دربارهٔ یکی از دانشجویان یک مدرسه قدیمی کاتولیک می‌باشد که به‌طور ناگهانی و به طرز دلخراش می‌میرد. اکنون مرگ او باعث ایجاد ترس و وحشت در مدرسه می‌شود و زندگی سایر دانشجویان را تحت تأثیر قرار می‌دهد و…